# Бюсеэль
Бюсеэ́ль (фр. Bucéels) — коммуна во Франции, находится в регионе Нижняя Нормандия. Департамент коммуны — Кальвадос. Входит в состав кантона Бальруа. Округ коммуны — Байё.
Код INSEE коммуны — 14111.

## Население
Население коммуны на 2010 год составляло 382 человека.
| 1962 | 1968 | 1975 | 1982 | 1990 | 1999 | 2010 |
| ---- | ---- | ---- | ---- | ---- | ---- | ---- |
| 185  | 147  | 151  | 225  | 357  | 353  | 382  |

## Экономика
В 2010 году среди 243 человек трудоспособного возраста (15—64 лет) 176 были экономически активными, 67 — неактивными (показатель активности — 72,4 %, в 1999 году было 72,5 %). Из 176 активных жителей работали 168 человек (93 мужчины и 75 женщин), безработных было 8 (4 мужчины и 4 женщины). Среди 67 неактивных 21 человек были учениками или студентами, 30 — пенсионерами, 16 были неактивными по другим причинам.